# Liste des évêques de Xai-Xai
Liste des évêques de Xai-Xai
(Dioecesis Xai-Xaiensis)
L'évêché de João Belo est créé le 19 juin 1970, par détachement de l'archevêché de Lourenço Marques.
Il change de dénomination le 1er octobre 1976 pour devenir l'évêché de Xai-Xai.

## Sont évêques
- 19 juin 1970-19 février 1972 : siège vacant
- 19 février 1972-31 mai 1976 : Félix Niza Ribeiro, évêque de João Belo.
- 31 mai 1976-12 juillet 2004 : Júlio Duarte Langa, évêque de João Belo, puis évêque de Xai-Xai (1er octobre 1976), cardinal (14 février 2015).
- depuis le 24 juin 2004 : Lucio Muandula (Lucio Andrice Muandula)

## Sources
- L'ANNUAIRE PONTIFICAL, sur le site http://www.catholic-hierarchy.org, à la page